# Kosei Kamo
Kosei Kamo (japanisch 加茂公成; * 10. Mai 1932 in Tokio; † 6. Januar 2017) war ein japanischer Tennisspieler.
Kamos größter sportlicher Erfolg war der Sieg in der Doppelkonkurrenz der US Open 1955 gemeinsam mit seinem Partner Atsushi Miyagi.

## Karriere
Kamo gewann 1953 und 1956 die japanischen Tennismeisterschaften und erreichte 1954 bei den Kanada Masters das Finale, das er glatt in drei Sätzen gegen Bernard Bartzen verlor.
Seinen größten Erfolg feierte er mit dem Sieg im Doppelturnier der US Open 1955 gemeinsam mit seinem Doppelpartner Kosei Kamo. Sie schlugen im Finale die beiden US-Amerikaner Gerald Moss und William Quillian mit 6:2, 6:3, 3:6, 1:6 und 6:4. Die meisten der Favoriten waren vom Turnier aufgrund des Hurrikans Diane und dem Dauerregen, der die Rasenplätze im austragenden Longwood Cricket Club stark beeinträchtigte, bereits abgereist. Dennoch war dies der erste Sieg japanischer Tennisspieler nach dem Zweiten Weltkrieg bei einem der vier Grand-Slam-Turniere.

## Davis Cup
Kamo vertrat die Mannschaft Japans im Davis Cup zwischen 1953 und 1959 in insgesamt 11 Begegnungen. Er spielte 29 Partien, von denen er 14 gewinnen konnte (11 Einzel und 3 Doppel) sowie 15 verlor (9 Einzel und 6 Doppel).

## Persönliches
Miyagi war der jüngere Bruder von Sachiko Kamo.
Er starb im Alter von 84 Jahren an einem Herzinfarkt.